# 난징역
난징역(중국어: 南京站, 병음: Nánjīng Zhàn 난징 잔/난징 짠[*], 한자음: 남경참)은 중화인민공화국 난징시에 위치한 역이다. 전통적인 건축양식에 50년대 양식을 가미하여 건축되었으며 1950년대에 개업하였다. 현재 난징 남역과 함께 보수를 하고 있다.
난징 서역이 1996년에 개업함에 따라 난징 역의 승하차 여객 수는 어느 정도 감소하였으나, 여전히 이용객수 기준 최대의 역이다. 대체로, 베이징과 톈진과 뤄양과 시안과 만주(하얼빈, 선양, 다롄), 산둥(지난, 칭다오), 쓰촨(청두, 충칭), 광둥(광저우, 홍콩) 방향으로 가능 열차가 발착한다.
몇몇 국제 노선 (특히 북한의 평양행)도 여기서 발착한다. 현재에도 지하철 2호선이 이 역을 지난다. 수 많은 버스와 전차들이 이 역에서 정차한다. 2006년의 춘절(구정월) 피크 시의 승객수는 11.8만 명으로 연중 하루 평균 45만 명이 통과하고 있다.

## 운영 개요
난징역은 현재 8면 16선을 두고 있는데, 이 중 본선 2개 노선에서 지선까지 14개 노선으로, 6개 섬식 승강장과 2개의 상대식 승강장을 포함한다. 건물 면적은 62,000 m2(이 중 남역사 42,000 m2, 북역사 20,000 m2)이다. 역사는 선측 평식으로 되어 있으며,  남북으로 2개 역사가 있다. 난징역의 남북 광장은 원래 상호 연결되지 않았으나, 2016년 5월 30일 9시에 난징역 스지둥로(世紀東路) 과선교가 완공되어 운영을 시작하여, 남북광장의 상호 연결이 이루어졌으며, 남북 광장의 문제를 완전히 해결하는 200m 지하도 공사도 진행되고 있다.
현재 난징역의 모든 개찰구는 열차가 출발하기 5분전에 개찰을 중지한다. 난징역에서 사용하는 안내방송 알림음은, 일본 도부 철도 도부 도조 본선 도키와다이 역, 와코시 역, 가와고에역에 사용한 것과 동일하며, 이 안내음은 CRH2형 전동차(CRH380A 포함)의 출발 후 안내방송에도 동일하게 사용한다.

### 대합실

#### 남광장
남역사(南站房)는 남쪽으로 쉬안우호를 바라보며, 역사로 들어서면 1층과 2층에 위치하고 있다. 1층에는 매표소와 1F 진입구가 마련되어 있다. 1F 진입구에는 상등석 대합실이 있으며, 일부 직통 특급열차, 기존의 전동차, 열차 및 상등석 표를 소지한 승객의 대합실, 개찰구 등이 있다.  2층에는 셀프 매표소와 2F 진입구가 마련되어 있다. 대부분의 열차는 2F 역 입구에서 들어오며, 진입구에는 실명 검증처와 검색처가 있으며, 이곳에서는 승객들이 승차권과 신분증을 제시하고 보안검색을 받아야 한다. 2F 진입로는 대합실 7곳과 연계돼 있으며 각종 패스트푸드점과 편의점이 있다. 7개 대합실은 1~6번 대합실과, 군인,아동 및 보모용 대합실로 되어있다. 1호대 1~6호대, 군인모영호대 1개, 2,4번 대합실은 후닝 성제 동차조 열차(沪宁城际动车组列车)와 닝퉁 동차조 열차(宁通动车组列车) 전용이다.
- 난징역 군인,아동 및 보모용 대합실
- 남역사 서쪽
- 제4 대합실
- 제5 대합실

#### 북광장
북역사(北站房)는 북쪽을 향해 있고, 샤오훙산(小红山) 버스터미널에 인접해 있으며, 출구 홀은 1층에 위치하고 있다. 북역사는 후닝 고속철도 여객을 위주로 하여 보속(普速)을 겸비하고 있어, 남역사보다 구조가 간단하다. 북역사는 총 2층으로, 1층에는 A1매표구가 설치되어 있으며, 14번 승강장에서 출발하는 후닝 고속철도 열차의 개찰을 위한 곳이다. 2층 대합실 동부에는 B2 개찰구가 설치되어 있으며, 보속(普速)여객 대합구역으로, 개찰후 동진역 육교로 연결된다. 서부는 A2 개찰구로 후닝 성간 고속철도 대합구역으로, 개찰후 서진역 육교로 연결된다. A2, B2 개찰구 인근에는 누각이 1개씩 설치되어, 요식 서비스를 제공하고 있다.
- 북역사 매표소, 인터넷 발권 업무만 제공
- 북역사 개관
- 북역사 2층 대합실
- A2 개찰구, 주로 G,D차 열차를 검표

### 역 구조
난징 역에는 16개의 선로이 있는데, 여객 승강장은 8개소가 있다. 이 중 남쪽의 10개는 보속열차(普速列车)로, 북쪽의 6개는 후닝 고속철도 열차가 사용하도록 되어 있다. 승강장에는 1~7번 승강장의 캐노피 길이가 500 m, 8-14번 승강장의 캐노피 길이가 450 m이다.
| 상대식 승강장 |                                    |
| 1번 승강장    | 징후 철로 베이징 방면(린창 역)     |
| 통과선        | 징후 철로 상행열차 통과선          |
| 2번 승강장    | 징후 철로 베이징 방면(린창 역)     |
| 섬식 승강장   |                                    |
| 3번 승강장    | 징후 철로 베이징 방면(린창 역)     |
| 4번 승강장    | 징후 철로 상하이 방면(싱웨이춘 역) |
| 섬식 승강장   |                                    |
| 5번 승강장    | 징후 철로 상하이 방면(싱웨이춘 역) |
| 통과선        | 징후 철로 화차 통과선              |
| 6번 승강장    | 징후 철로 상하이 방면(싱웨이춘 역) |
| 섬식 승강장   |                                    |
| 7번 승강장    | 징후 철로 상하이 방면(싱웨이춘 역) |
| 8번 승강장    | 징후 철로 상하이 방면(싱웨이춘 역) |
| 섬식 승강장   |                                    |
| 9번 승강장    | 후닝 철로 상하이 방면(셴린 역)     |
| 10번 승강장   | 후닝 철로 상하이 방면(셴린 역)     |
| 섬식 승강장   |                                    |
| 11번 승강장   | 후닝 철로 상하이 방면(셴린 역)     |
| 12번 승강장   | 후닝 철로 상하이 방면(셴린 역)     |
| 섬식 승강장   |                                    |
| 13번 승강장   | 후닝 철로 상하이 방면(셴린 역)     |
| 14번 승강장   | 후닝 철로 상하이 방면(셴린 역)     |
| 상대식 승강장 |                                    |

## 여객 열차 목적지
현재 난징 역은 매일 279쌍의 열차를 수령하며 주로 상하이 방면으로 한다. 푸양, 수저우, 허난으로 가는 임시 여객 열차가 춘윈 및 공휴일에 추가된다.

### 착발 열차
| 열차 소속국            | 열차 | 목적지            |
| ---------------------- | --- | ----------------- |
| 고속 열차              | |                   |
| 중국철로 베이징국 그룹 | D312, D311(비정기) | 베이징 남, 상하이 |
| 중국철로 베이징국 그룹 | D322, D321 | 베이징, 상하이    |
| 중국철로 상하이국 그룹 | 주요역 정차 : G7001, G7003, G7005, G7007, G7009, G7011, G7013, G7015, G7017, G7019, G7021, G7023, G7025, G7027, G7029, 일반 정차 : G7031, G7035(매주 금,일 운휴), G7037, G7039 G7041, G7047(매주 금,일 운휴), G7049, G7053, G7055, G7059, G7061, G7063, G7065, G7067 G7097(비정기) | 상하이            |
| 중국철로 상하이국 그룹 | G7101, G7105, G7107, G7109, G7111, G7113, G7115, G7117, G7119, G7121, G7123, G7125 | 상하이훙차오      |
| 중국철로 상하이국 그룹 | D306, D305 | 시안베이, 상하이  |
| 중국철로 상하이국 그룹 | D314, D313 | 베이징 남, 상하이 |
| 중국철로 상하이국 그룹 | D2281, D3125 | 선전베이          |
| 중국철로 상하이국 그룹 | D3135 | 간저우            |
| 중국철로 상하이국 그룹 | D3141 | 룽옌              |
| 중국철로 상하이국 그룹 | D5502, D5506, D5512, D5516, D5522, D5526, D5532, D5536, D5542, D5546, D5550, D9522, D9526(매일운행 아님) | 난퉁              |
| 중국철로 상하이국 그룹 | D5562 | 양저우            |
| 보통 시발열차          | |                   |
| 중국철로 하얼빈국 그룹 | Z366 | 하얼빈            |
| 중국철로 쿤밍국 그룹   | K155 | 쿤밍              |
| 중국철로 난창국 그룹   | K525 | 푸저우            |
| 중국철로 난닝국 그룹   | K1191 | 난닝              |
| 중국철로 상하이국 그룹 | T66 | 베이징            |
| 중국철로 상하이국 그룹 | T7772, T7776, T7782 | 옌청              |
| 중국철로 상하이국 그룹 | K527 | 광저우            |
| 중국철로 상하이국 그룹 | K1540 | 우루무치(격일)    |
| 중국철로 상하이국 그룹 | K8392 | 루둥              |

### 통과 열차 목적지
| 열차 소속국                | 목적지 |
| -------------------------- | --- |
| 중국철로 베이징국 그룹     | 베이징, 스자좡, 스자좡베이, 상하이, 원저우 |
| 중국철로 청두국 그룹       | 청두, 충칭베이, 상하이, 쑤저우 |
| 중국철로 광저우국 그룹     | 광저우, 선전, 쑤저우, 타이저우 |
| 중국철로 하얼빈국 그룹     | 하얼빈, 항저우, 무단장, 치치하얼, 상하이, 원저우 |
| 중국철로 후허하오터국 그룹 | 바오터우, 항저우, 후허하오터 동, 상하이 |
| 중국철로 지난국 그룹       | 지난, 랴오청, 르자오, 상하이, 닝보, 이우 |
| 중국철로 란저우국 그룹     | 란저우, 상하이, 인촨 |
| 중국철로 난창국 그룹       | 베이징, 푸저우, 난창, 핑샹, 상하이, 쑤저우 |
| 중국철로 난닝국 그룹       | 난닝, 상하이 |
| 중국철로 칭장 그룹         | 상하이, 시닝 |
| 중국철로 상하이국 그룹     | 바오딩, 베이징, 보저우, 부양, 화이베이, 항저우, 황산, 진화, 카이화, 쿤밍, 라싸(시닝 역 경유), 란저우, 롄윈강 동, 뤄허, 난퉁, 난닝, 상하이, 상하이 남, 원저우, 시안, 시닝, 수저우, 옌타이 |
| 중국철로 선양국 그룹       | 창춘, 푸신, 닝보, 상하이, 선양 북, 퉁랴오, 원저우 |
| 중국철로 타이위안국 그룹   | 항저우, 린펀, 쑤저우, 상하이, 타이위안 |
| 중국철로 우루무치국 그룹   | 상하이, 우루무치, 이닝 |
| 중국철로 무한국 그룹       | 상하이, 신양, 저우커우 |
| 중국철로 시안국 그룹       | 항저우, 상하이, 쑤저우, 시안, 옌안, 유린 |
| 중국철로 정저우국 그룹     | 안양, 뤄양, 난양, 상하이, 쑤저우, 신샹, 정저우 |

## 연결 교통

### 지하철
난징역(南京站, 지하철난징역(地铁南京站)이나, 난징역역(南京站站)이라고도 함) 은 난징 지하철 1호선과 3호선의 환승역이다. 1호선은 2005년 8월 12일에 개장한 12,930m2의 총 건축 면적과 함께, 난징 기차역 역사의 지하에 위치해 있다. 2014년 6월 28일에 1호선 북부 대합실이 재개장되어 난징 기차역 북광장과 샤오훙산(小红山) 버스 터미널과 연결되었다. 3호선 역은 난징 기차역 북광장의 지하에 있으며, 총면적은 47,280m2이며, 난징 기차역 북광장과 황자웨이(黄家圩) 등 방면으로 이어지는 7개의 출구가 있다. 환승 통로를 통해 3호선 대합실 1호선 북부 대합실간을 이동한다.

### 시내버스
- 난징역·북광장 : 36로, 141로, 206로, 207로, 208로, G6로, G7로, Y17로
- 난징역·남광장 동 : 17로, 44로, 59로, 71로, 97로, 130로, 190로, 309로, D8로, Y11로, Y34로, Y8로, Y9로, 공항버스1호선(机场巴士1号线)
- 난징역·남광장 서 : 13로, 33로, 56로, 201로, 555로, 557로, B1로, G5로, Y13로, Y23로
- 황자웨이(黄家圩) : 64로, 308로

### 장거리 버스
난징 버스 터미널(南京汽车客运站)의 별칭은 샤오훙산역(小红山站)으로, 난징역 북광장 부근에 있다.터미널에서 쉬저우(Xuzhou), 양저우(Yangzhou), 타이저우(Taizhou) 및 장쑤성의 다른 도시(지역)뿐만 아니라 성외 도시로도 갈 수 있다.

## 역 관할권
난징 역은 옛 난징 역과 난징 서역의 합병으로 형성된 중국철로 상하이국 그룹 유한 회사의 직속 역 중 하나이다. 난징 내의 여객역은 징후 철로, 셴닝 철로, 후한룽 여객전용선, 난징 여객(화물)선, 후닝 고속철도, 징후 고속철도, 닝안 여객전용선은 난징 내의 여객역, 닝항 고속철도는 장쑤성 내 철도역 관할하에 있다. 또한 이전 난징 직속역 관할인 바오화산 역이, 2011년 10월 22일에 재건축된 전장 직속역에 넘겨주었다.
- 징후 철로, 난징 여객(화물)선：난징 역, 난징 서역
- 징후 고속철로, 후한룽 여객전용선：난징 남역, 푸커우 역
- 닝항 고속철도(중간역)：장닝 역, 주룽 서 역, 리수이 역, 와우산 역, 리양 역, 이싱 역
- 닝안 여객전용선(중간역)：장닝 서역

## 역 주변
- 지하철 난징역
- 솬우호
- 난징 우체국
- 난징역 위생소

## 인접정차역
| 중국 철로                          | 중국 철로     | 중국 철로                     |
| ---------------------------------- | ------------- | ----------------------------- |
| 린창 역 베이징 방면 닝시 철로 직통 | 징후 철로     | 싱웨이춘 역 상하이, 퉁링 방면 |
| 시·종착역                          | 닝퉁 철로     | 싱웨이춘 역 상하이, 퉁링 방면 |
| 시·종착역                          | 후닝 고속철도 | 셴린 역 상하이 방면           |
| 난징 서역 본선 종점                | 난징시 철로   | 시·종착역                     |

## 같이 보기
- 난징 서역
- 중화먼 역
- 난징 남역
- 후닝 철로
- 지하철 난징역
- 후닝 고속철도